# John Singleton Copley
John Singleton Copley (3. července 1738, Boston, Massachusetts, USA – 9. září 1815, Londýn) byl anglický malíř amerického původu, přední představitel klasicismu.
Zpočátku maloval především historické výjevy, později se stal oblíbeným portrétistou britské královské šlechty. 1774 až 1776 navštívil Itálii a v roce 1779 se stal členem Royal Academy of Arts v Londýně. Jeho rozhodně nejslavnějším obrazem je Watson a žralok z roku 1778, který zpodobňuje generála Watsona, kterého téměř sežral žralok.

## Galerie

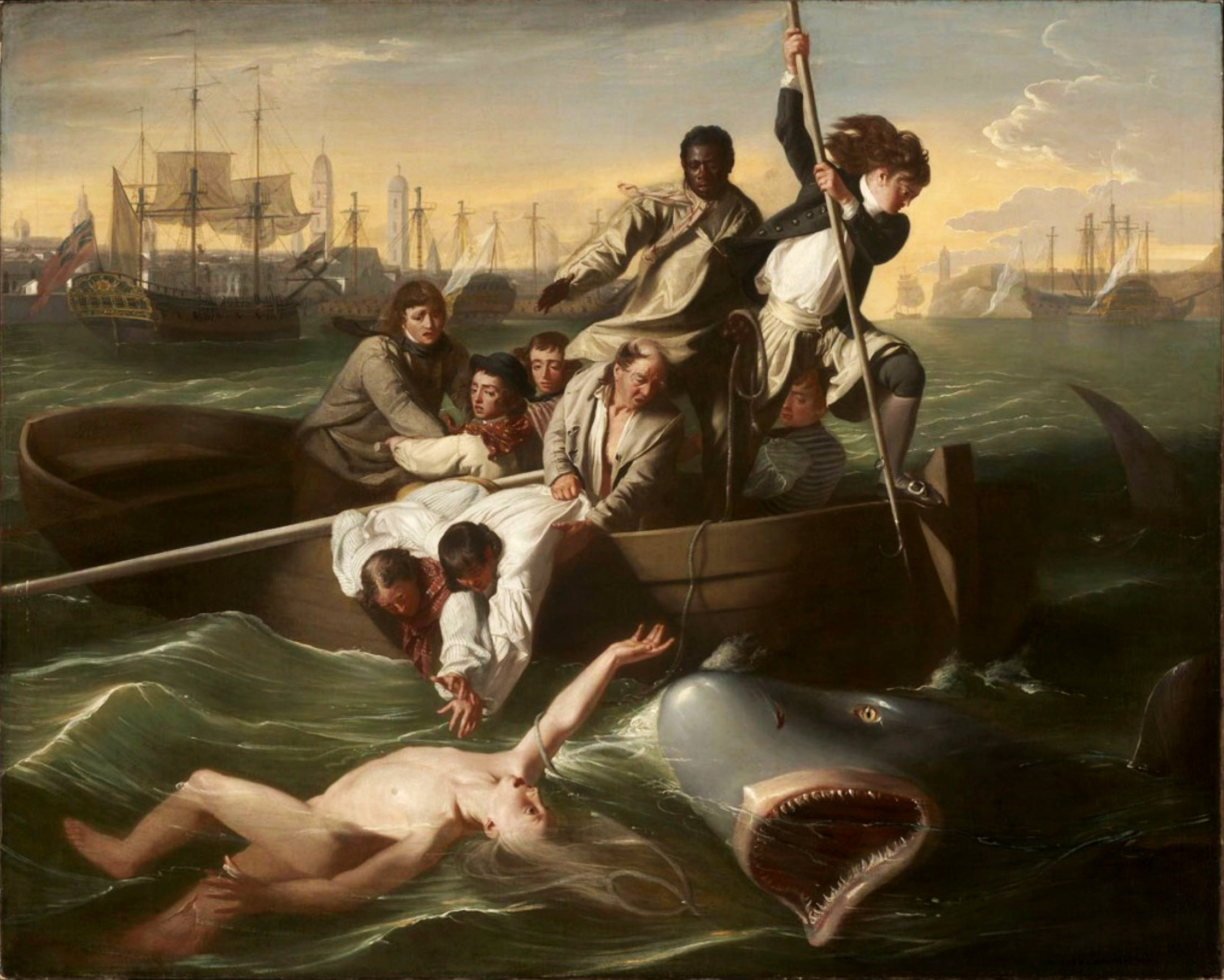
Watson a žralok (1778)
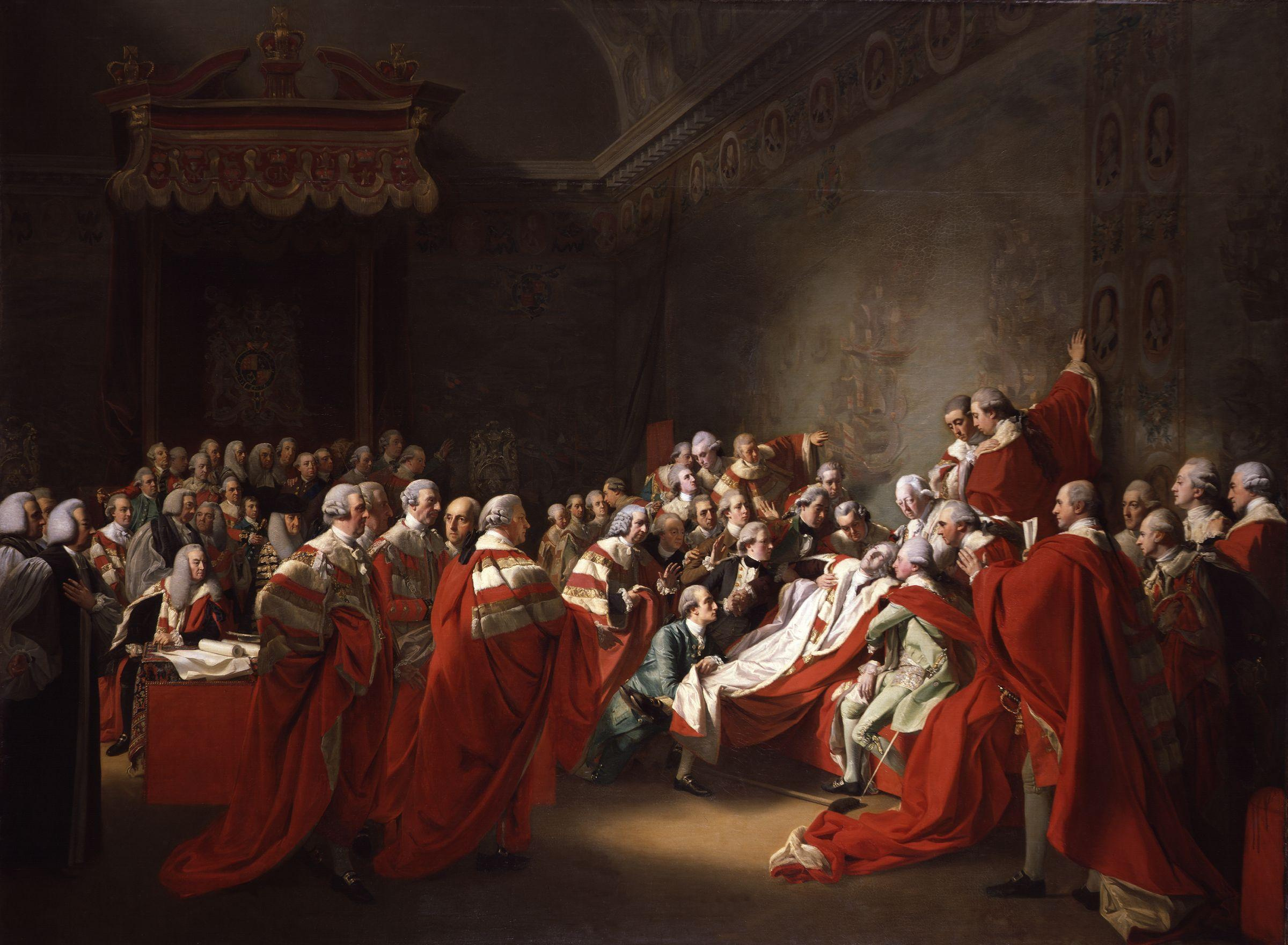
Smrt hraběte z Chathamu (1781)
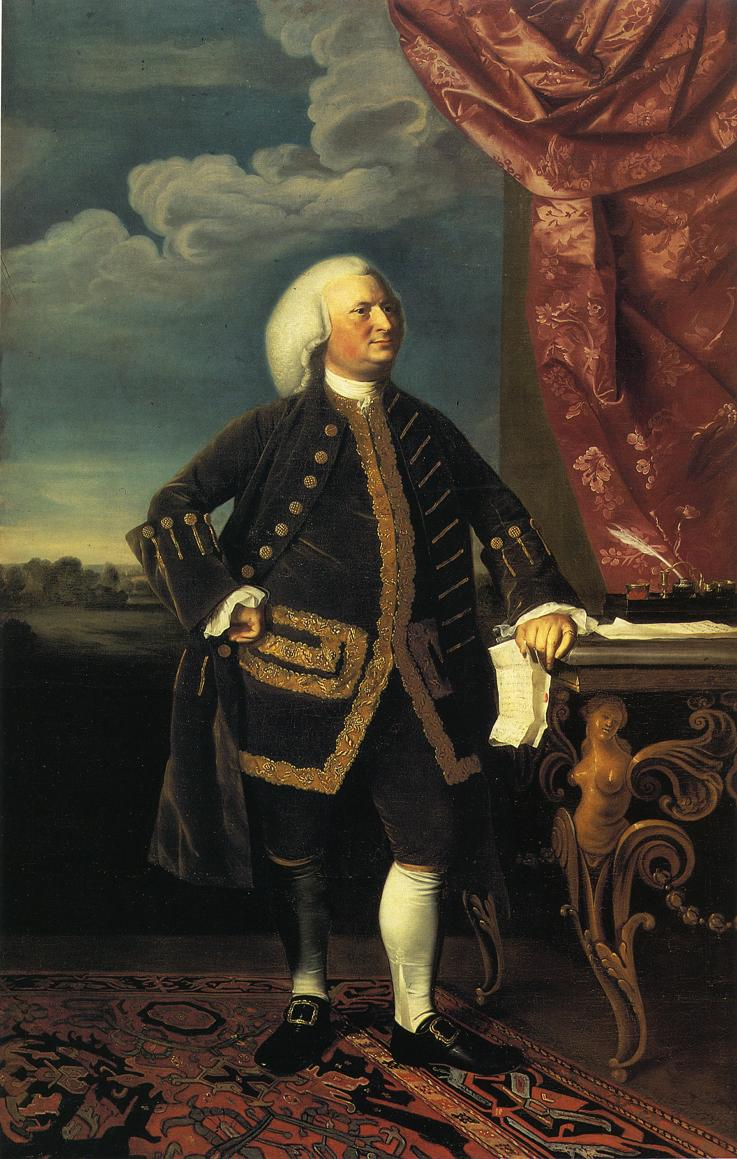
Portrét Johna Winthropa' (1769)
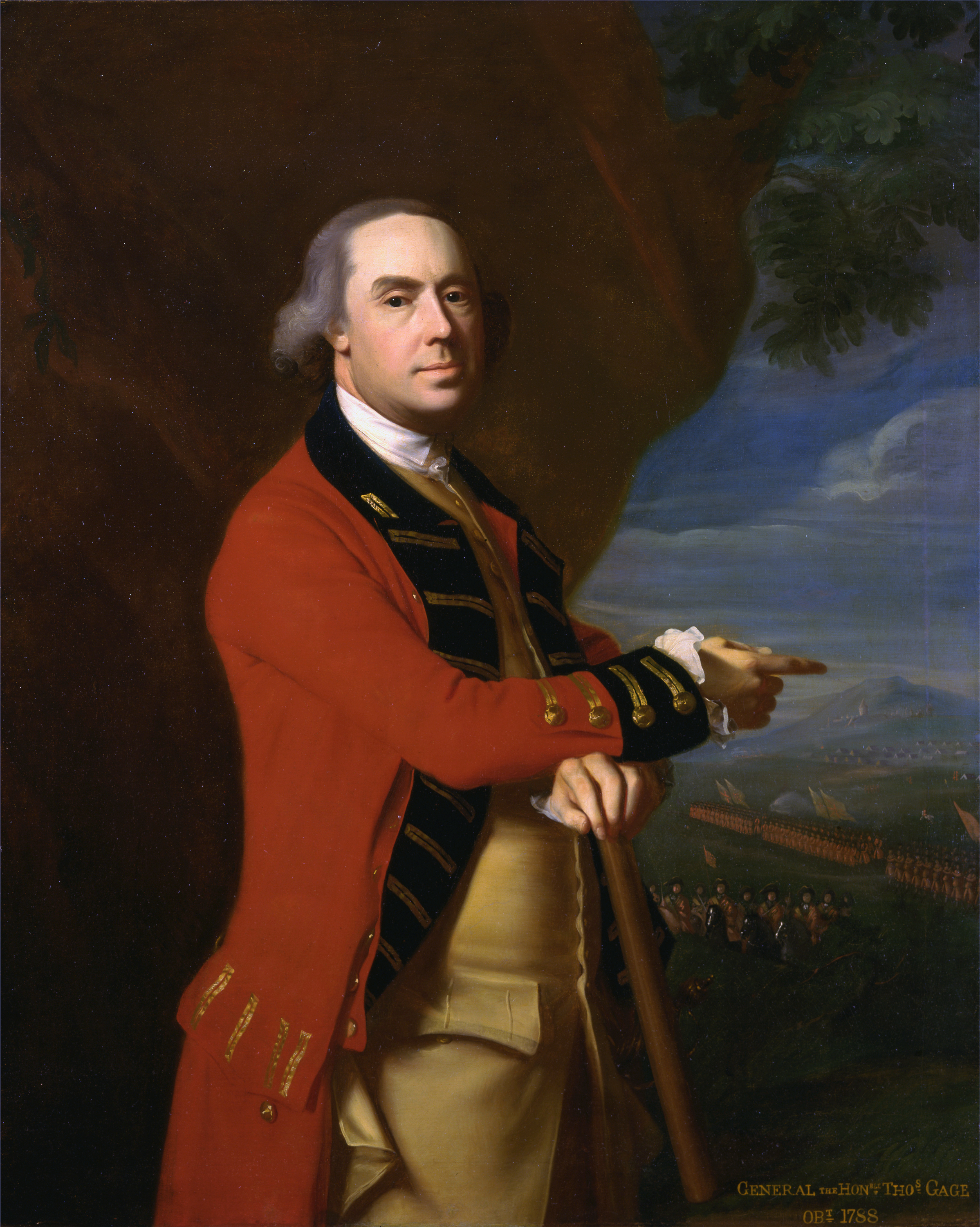
Portrét Thomase Copleye (1768)
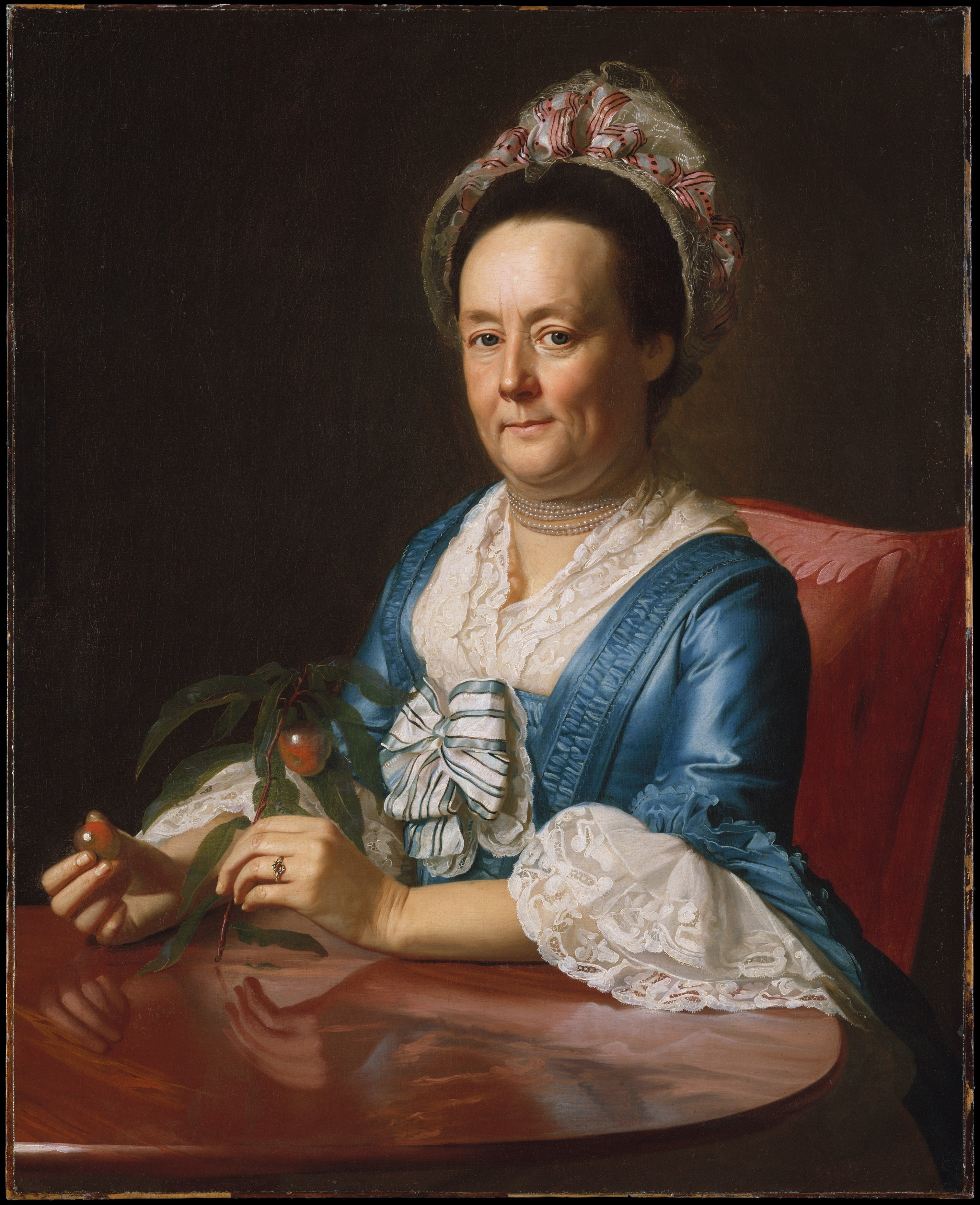
Portrét Jeremiah Copleyové' (1773)
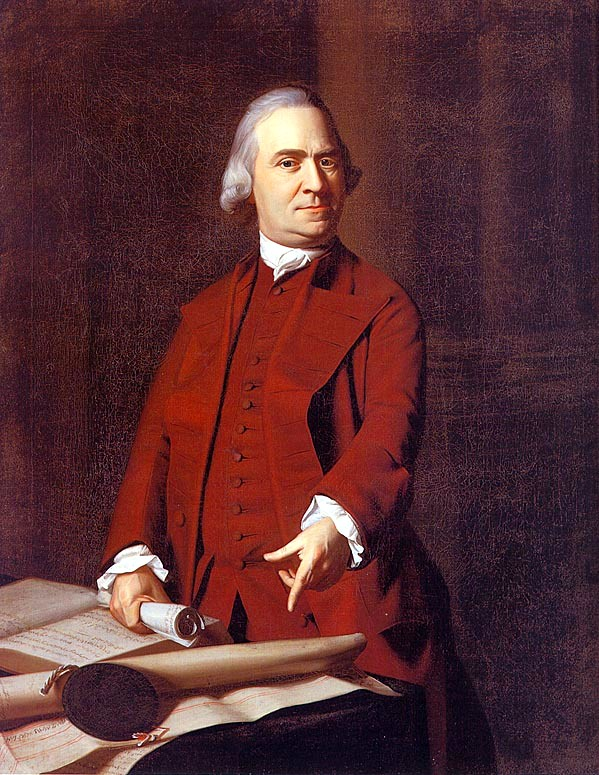
Portrét Samuela Adamse (1772)